# Thygater minarum
Thygater minarum är en biart som beskrevs av Urban 1999. Thygater minarum ingår i släktet Thygater och familjen långtungebin. Inga underarter finns listade i Catalogue of Life.